# Musée municipal de Dudelange
Le musée municipal de Dudelange est un musée de la ville luxembourgeoise de Dudelange exposant les trouvailles archéologiques de la ville et présentant l'histoire industrielle de son usine sidérurgique. Disposant d'un espace consacré à la photographie, le musée présente régulièrement des expositions photographiques d'artistes nationaux et internationaux.

## Création
Le Mont Saint-Jean à Dudelange a fait l'objet de recherches archéologiques dès 1970. Sous la responsabilité des « Amis de l'Histoire et du Monde Saint-Jean » les travaux ont abouti avec succès à des trouvailles d'importance historique : À côté des restes du château fort datés de l'époque médiévale, des trouvailles telles que des pièces de monnaie et de la céramique constituent une source archéologique attestant la présence gallo-romaine sur le site.
La volonté de rendre ces sources historiques accessibles à l'ensemble des citoyens, a conduit à deux expositions en 1972 et 1975 de courte durée. Afin de rendre ces expositions durables, les trouvailles furent installées dans la mairie ce qui marqua le début du musée régional actuel.

## Expositions
L'ouverture officielle en présence du 1er ministre et du ministre de la culture fut d'ailleurs inaugurée qu'en 1982 après de nombreux travaux de rénovation.
Les travaux entamés dans le but de créer un musée municipal ont ainsi progressivement transformé une présentation de trouvailles archéologiques sous forme d'exposition en musée divisé en trois sections : la section historique, la section industrielle et une galerie photographique.

### Section historique
La section "Histoire" dispose de trouvailles archéologiques recouvrant un nombre remarquable d'époques historiques.
L'époque préhistorique et protohistorique est représentée par des objets archéologiques dont le plus âgé remonte à 40 000 années, témoignent d'un peuplement dans la région de Dudelange. La plupart des objets sont par contre des outils de l'époque paléolithique.
Les sépultures de Boudersberg et les trouvailles du Mont Saint Jean témoignent d'une présence gallo-romaine à partir du IVe siècle. Parmi les trouvailles, le musée propose entre autres des décors, de la céramique et des pièces de monnaie.
Des trouvailles archéologiques datant entre 1450 et 1550 sur le Mont Saint-Jean sont également exposées dans le Musée et permettent un aperçu dans la vie à l'époque de la Renaissance.

### Section industrielle
Le musée dispose également d'un domaine consacré à l'histoire de l'usine sidérurgique de Dudelange. À travers des documents officiels et le plan de construction de l'usine, le musée expose la fondation de l'usine.
Dans le cadre de l'histoire industrielle de la ville de Dudelange, on peut admirer un modèle d'une machine à vapeur, ainsi que des portraits d'hommes d'influence de la société tels que Jean Meyer et Émile Mayrisch. De nombreux photos permettent de visualiser la vie à l'intérieur de l'usine et témoignent également de l'installation de nombreuses œuvres sociales en faveur des ouvriers.

### Galerie photographique
Contrairement aux expositions archéologiques et industrielles, la galerie photographique représente un espace en constante mutation variant ses expositions. Grâce à la coopération avec d'autres institutions culturelles, le musée a pu présenter l'art photographique d'une trentaine d'artistes renommés.
Ainsi, en matérialisant l'histoire régionale par les trouvailles archéologique tout en  proposant régulièrement des expositions photographiques changeant de thématique, le musée avait déjà en 1985 atteint le chiffre de dix mille visiteurs.